# Naive
Naive – trzeci i ostatni w dyskografii album zespołu Dalek I Love You. Album został wydany jedynie na kasiecie magnetofonowej w maju 1986. Wszystkie utwory z tego albumu można pobrać jako pliki mp3 z internetowej strony fanów zespołu.

## strona A
1. "Dawn" - 5:38
2. "Wake Up" - 2:23
3. "Into The Lion's Cage" - 5:25
4. "Dig For Treasure" - 3:47
5. "Shoe Song" - 3:45
6. "This Perfect Life" - 2:32
7. "All Lose Blues" - 2:14
8. "Joe The Turtle Boy" - 2:50
9. "Before The Gong" - 2:43
10. "Soldier Of Love" - 4:40
11. "Dulcetta" - 0:57
12. "Osaki Pearls" - 2:43
13. "Ridiculous Day" - 3:43
14. "The Retailer's Dream" - 3:22

## strona B
1. "Bad Science" - 5:09
2. "Little Green Monsters" - 3:20
3. "Prince Of Clowns" - 3:07
4. "There Is A Destiny" - 3:10
5. "African Kings" - 4:39
6. "Ad Men" - 5:45
7. "Dandelion" - 6:21
8. "The Vultures Of Cordoba" - 3:29
9. "I Could Fall" - 3:11
10. "Joy" - 5:47
11. "Sunset" - 2:34